# John Morton (basket-ball)
Pour les articles homonymes, voir John Morton et Morton.
John Morton, né le 18 mai 1967, dans le Bronx, dans l'État de New York, est un ancien joueur et entraîneur américain de basket-ball. Il évolue au poste de meneur. 

## Palmarès
- Meilleur marqueur du championnat d'Espagne 1996 et 1997